# 高桥海人
高橋海人（日语：／ Takahashi Kaito，1999年4月3日—）為日本偶像，神奈川縣出身，傑尼斯事務所旗下男子偶像組合「King & Prince」的成員，2018年5月23日隨組合正式出道。

## 經歷
從幼兒園大班開始學習跳舞，2008與朋友組成舞蹈團(F4)，曾獲得全國大會靜岡初賽的冠軍。後來國中時退出團體向NOPPO（s**t kingz）學習跳舞。2010年曾經以兒童伴舞身參加過SMAP 五巨蛋巡迴演唱會。
2013年7月加入傑尼斯事務所。
2016年組成期間限定團體「Mr.King vs Mr.Prince」，分為「Mr.King」與「Mr.Prince」各自展開活動，隸屬於「Mr.King」。
2018年5月23日隨團體「King & Prince」正式出道。
2018年在小學館的『Betsucomi』5月號上開始連載「アイドル、ときどき少女まんが家。」。2019年在同本雜誌的5月號上刊載了14頁的少女漫畫「僕のスーパーラブストーリー!!〜王子と男子は紙一重!?〜」。是傑尼斯的首位少女漫畫家。

## 演出
僅列出個人出演

### 電視劇
- 一定要喜歡社團活動嗎？（2018年10月23日〔22日深夜〕 - 12月24日〔23日深夜〕、日本電視台） - 主演・西野（與神宮寺勇太、岩橋玄樹三人主演）[1]
- 黑色校規（日语：ブラック校則）（2019年10月14日〔15日深夜〕 - 11月25日 〔26日深夜〕、日本電視台） - 飾 月岡中弥 [2]
- 姐姐的戀人（2020年10月27日 - 12月22日、關西電視台・富士電視台） - 飾 安達和輝 [3]
- 東大特訓班2（2021年4月25日 - 6月27日、TBS） - 飾 瀬戸輝 [4]
- 邁向未來的倒數10秒（2022年4月14日 - 6月9日、朝日電視台） - 飾 伊庭海斗[5]
- Boyfriend降臨!（2022年10月15日 - 12月17日、朝日電視台） - 主演・アサヒ / 漆畑澄人
- 但是，還保有熱情（2023年4月9日 - 6月25日、日本電視台） - 主演・若林正恭（與森本慎太郎〈SixTONES〉雙主演）[6]
- 95（2024年4月8日 - 6月10日、東京電視台） - 主演・広重秋久[7]
- DOPE 麻藥取締部特搜課（2025年7月4日 - 、TBS） - 主演・才木優人（與中村倫也雙主演）[8]

### 電影
- 黑色校規（日语：ブラック校則）（2019年11月1日上映） - 飾 月岡中弥 [2]
- 彬與瑛（2022年8月26日上映） - 飾 階堂龍馬[9]
- 小孤島大醫生（2022年12月16日上映） - 飾 織田判斗[10]
- 無法用你的臉哭泣（日语：君の顔では泣けない）（2025年11月14日〈上映預定〉） - 水村真奈美[11]

### 綜藝節目
- 我武者勇!（日语：ガムシャラ!）（2014年4月12日 - 2016年4月3日、朝日電視台）
- R的法則（2016年10月 - 2018年4月、NHK E）
- 痛快TV（日语：痛快TVスカッとジャパン）《胸キュンスカッと》「優等生とダメガール」（2018年5月28日、富士電視台） - 飾 中原真輔
- 坂上動物王國（日语：坂上どうぶつ王国）（2018年10月12日 - 、富士電視台）

### 廣播
- J-WAVE SELECTION WISH & MUSIC（2019年7月7日、J-WAVE） - 和 神宮寺勇太

### CM
- UHA味覺糖「特濃milk8.2」（2021年10月16日 - ）
- 本田技研工业「Honda Heart」（2022年8月6日 - ）

### MV
- Sexy Zone「バィバィDuバィ〜See you again〜/A MY GIRL FRIEND」（2013年）

### 演唱會
- ガムシャラ J's Party !! Vol.1（2014年2月1日 - 2日、EX THEATER ROPPONGI）
- ガムシャラ J's Party !! Vol.3（2014年4月16日 - 17日、EX THEATER ROPPONGI）
- ガムシャラ Sexy 夏祭り !!〔Team武〕（2014年7月30日 - 8月10日、EX THEATER ROPPONGI）
- サマステ ジャニーズキング〔髙橋海人・Snow Man・Love-tune〕（2016年8月17日 - 25日、EX THEATER ROPPONGI）

### 舞台劇
- DREAM BOYS JET（2013年9月5日 - 29日、帝国劇場）
  - DREAM BOYS（2014年9月4日 - 30日、帝国劇場）
  - DREAM BOYS（2016年9月3日 - 30日、帝国劇場） - Johnnys’5 役
- JOHNNYS' 2020 WORLD -ジャニーズ トニトニ ワールド-（2013年12月7日 - 2014年1月27日、帝国劇場）
- JOHNNYS' 銀座 2014（2014年5月24・25・31日、6月1日，Theatre Creation）
- 2015新春 JOHNNYS' World（2015年1月1日 - 27日、帝国劇場）
- JOHNNYS' 銀座2015〔A公演〕（2015年4月24日 - 26日・5月30日 - 6月1日、Theatre Creation）
- Johnny's IsLAND（2019年12月8日 - 2020年1月27日、帝国劇場）

## 漫畫作品
- アイドル、ときどき少女まんが家（『Betsucomi』2018年5月号 - 、小學館）
- 僕のスーパーラブストーリー!!〜王子と男子は紙一重!?〜（『Betsucomi』2019年5月號、小學館）
- ジャニーズと僕（『Betsucomi』2019年8月號 - 、小學館）

## 外部連結
- Johnny's net > King & Prince（页面存档备份，存于）
- 髙橋海人 Kaito Takahashi的Instagram帳戶
- 高桥海人在互联网电影资料库（IMDb）上的資料（英文）